# Reigoldswil
Reigoldswil é uma comuna da Suíça, no Cantão Basileia-Campo, com cerca de 1.526 habitantes. Estende-se por uma área de 9,25 km², de densidade populacional de 165 hab/km². Confina com as comunas de Arboldswil, Bretzwil, Lauwil, Liedertswil, Mümliswil-Ramiswil (SO), Seewen (SO), Titterten, Waldenburg e Ziefen. 
A língua oficial nesta comuna é a língua alemã.